# 索洛姆納
49°23′39″N 26°20′57″E / 49.39417°N 26.34917°E
索洛姆納（烏克蘭語：Соломна）是位於烏克蘭西部的村莊，由赫梅利尼茨基州裡赫梅利尼茨基區的沃洛奇斯克市鎮負責管轄。該村始建於1725年，面積2.87平方公里，海拔高度314米，2001年人口1,111，人口密度每平方公里387.1人。